# Drymeia santamonicae
Drymeia santamonicae är en tvåvingeart som först beskrevs av Huckett 1966.  Drymeia santamonicae ingår i släktet Drymeia och familjen husflugor.
Artens utbredningsområde är Kalifornien. Inga underarter finns listade i Catalogue of Life.